# Ахмат Табойе
Ахмат Табойе (на френски: Ahmat Taboye) е чадски политик и учен, единственият литературен критик в Република Чад.
Води катедрата по литература в Университета на столицата Нджамена. През 2003 г. публикува антология, с която обхваща 40-годишен период от развитието на чадската литература.
През май 2007 г. е назначен за ръководител в Министерството на културното и художественото равитие.
Той е министър на висшето образование, научните изследвания и обучението (23 март 2009 – 16 октомври 2010) в правителството на Юсуф Салех Аббас.